# Jørgen Dybvad
Jørgen Dybvad (Georgius Christophori Dybvadius, død 1612) var en dansk matematiker og teolog, far til Christoffer Dybvad.
Dybvad kom 1568 til Wittenberg, hvor han særlig studerede matematik, senere til Leipzig, hvorfra han 1575 vendte tilbage med en anbefalingsskrivelse fra kurfyrst August af Sachsen til kong Frederik II og med et brev, hvori kurfyrsten advarede kongen mod de kalvinske lærdomme i Niels Hemmingsens skrifter. Han blev da samme år ansat som ekstraordinær professor ved universitetet og docerede som sådan mest teologi, som han i de senere år havde lagt sig efter. Kort efter blev han påtvunget universitetet, idet den tidligere professor i matematik mod universitetets vilje blev afskediget for hans skyld. Teologisk professor blev han først 1590. Men denne stilling mistede han atter ved sin egen skyld. Han indlod sig på kritik af regeringshandlinger og fremsatte 1607 en sådan kritik i nogle theser (om sabbatens helligholdelse), der skulle være genstand for akademisk disputation. Det førte til en retssag; kongen lod ham tiltale, og professorerne, der var dommere, dømte ham til afsættelse, medmindre kongen ville tilgive ham. Dette skete dog ikke, og Dybvad henlevede derefter sine sidste år under trange og sørgelige kår.